# Tadeusz Bocheński (geolog)
Tadeusz Antoni Bocheński (ur. 7 listopada  1901 w Szczakowej, zm. 28 lutego 1958 w Krakowie.) – polski geolog i paleontolog, profesor Akademii Górniczo-Hutniczej. 

## Życiorys
Był synem Antoniego, urzędnika pocztowego, i Marii z domu Kluss. W 1922 w IV Gimnazjum Realnym uzyskał świadectwo dojrzałości i rozpoczął studia na Akademii Górniczej. Po trzech latach przerwał studia. Wrócił na uczelnię w 1928. Ze względu na zły stan zdrowia nie mógł kontynuować nauki w zakresie górnictwa. Poszedł więc na Wydział Matematyczno-Przyrodniczy UJ, wybierając na przedmiot studiów geologię i paleontologię. Studia ukończył w 1932. W 1934 został kustoszem zbiorów geologicznych Muzeum Śląskiego w Katowicach. W latach 1940–1941 był najpierw kreślarzem, a potem kierownikiem grupy wiertniczej. W sierpniu 1944 przesiedział w charakterze zakładnika
kilka tygodni w obozie w Płaszowie. Po II wojnie światowej podjął pracę w Państwowym Instytucie Geologicznym. W 1950 doktoryzował się na Uniwersytecie Jagiellońskim. W 1951 habilitował się w dziedzinie paleobotaniki i nauki o złożach węgla. W 1954 otrzymał tytuł profesora nadzwyczajnego. Odznaczony został w 1954 Złotym Krzyżem Zasługi i Medalem 10-lecia Polski Ludowej. Zmarł wskutek ataku serca, został pochowany na cmentarzu Rakowickim

## Praca naukowa
Publikował prace z zakresu stratygrafii i paleobotaniki karbonu oraz petrografii węgla.